# Médersa Al Habibia Al Kubra
La médersa Al Habibia Al Kubra (arabe : المدرسة الحبيبية الكبرى) est l'une des médersas de Tunis.
Elle est construite en 1926 par Habib Bey, ce qui explique l'origine de sa dénomination. C'est la plus grande médersa à Tunis du point de vue de sa capacité puisqu'elle a pu abriter 98 étudiants.
Elle est située au numéro 49 de la rue Abdel Wahab, au niveau de la place du Leader, et abrite trente chambres.